# Thomas Bernhard

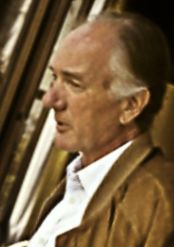
Thomas Bernhard in 1987

Nicolaas Thomas Bernhard (Heerlen, 9 februari 1931 – Gmunden, 12 februari 1989) was een Oostenrijkse literator, die geldt als een van de toonaangevende toneelschrijvers van zijn tijd.

## Levensloop

### Kinderjaren

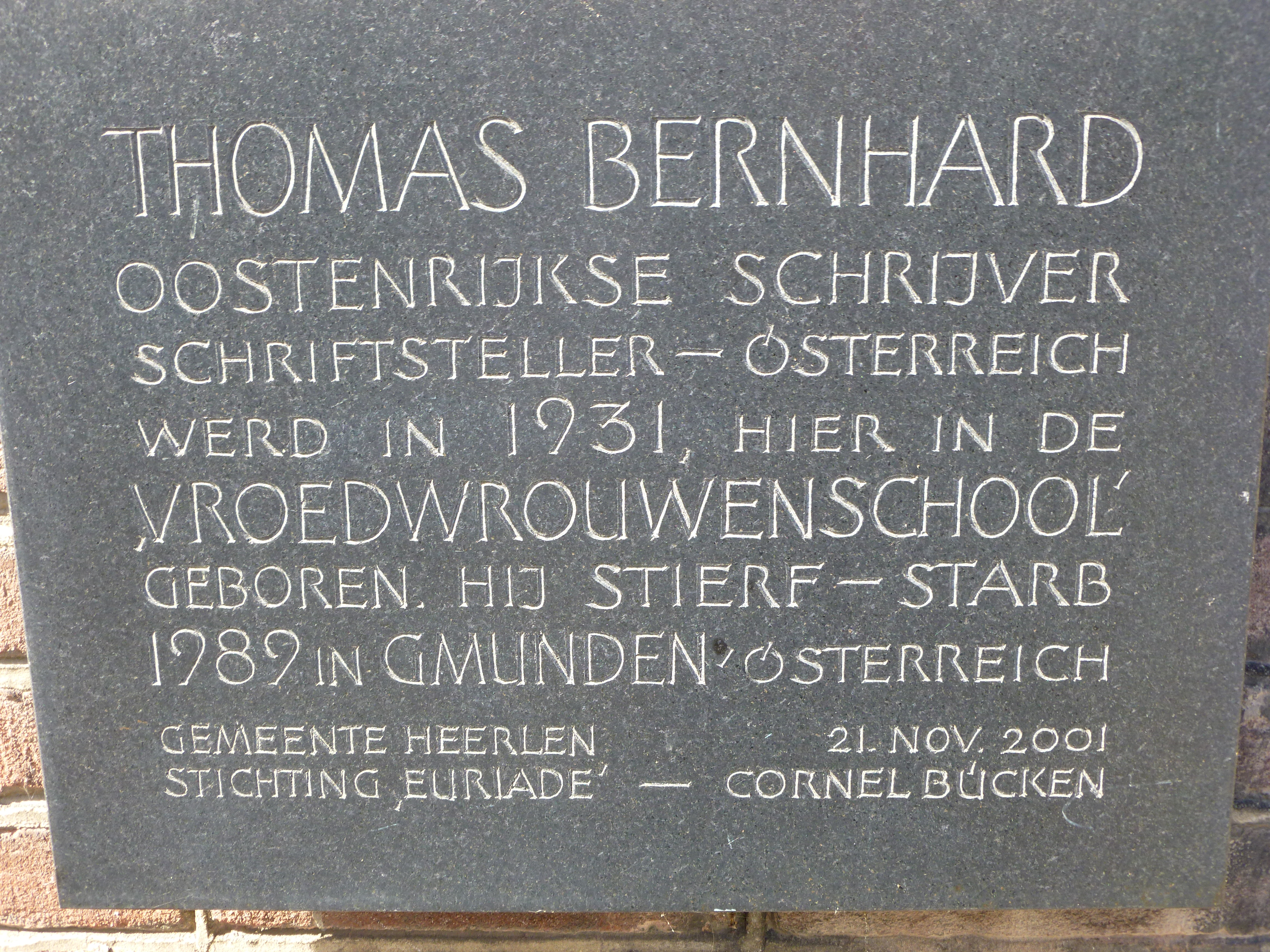
Plaquette aan de voormalige Vroedvrouwenschool, Heerlen

Thomas Bernhard werd op 9 februari 1931 geboren in de Vroedvrouwenschool te Heerlen. Moeder Herta Bernhard raakte in Oostenrijk zwanger van de timmerman Alois Zuckerstätter, met wie zij niet gehuwd was. Om de zwangerschap te verbergen (ook voor haar ouders) en om extra inkomen voor haar familie te verdienen, vertrok zij in juni 1930 naar Nederland, waar ze werd opgevangen door vriendinnen uit haar geboortestreek. Ze werkte als dienstmeisje op diverse adressen. Tot september 1931 verbleef Bernhard op een visserskotter bij Rotterdam; daarna stuurde Herta Bernhard haar kind naar haar ouders in Oostenrijk, om een half jaar later zelf te volgen.
Door een longaandoening in zijn jonge jaren had Bernhard voor de rest van zijn leven een zwakke gezondheid. In zijn vroege jeugd werd hij door zijn grootouders opgevoed. In 1942 werd hij naar een kostschool in Salzburg gestuurd.

### Opleiding
In april 1947 ging hij werken als leerling in de detailhandel. Hij noemde zijn leerjaren bij kruidenier Karl Podlaha in de Salzburger Scherzhauserfeldsiedlung cruciaal voor zijn ontwikkeling als schrijver, omdat hij direct met sociale misstanden en onrecht geconfronteerd werd. Deze ervaringen stonden diametraal tegenover de "opleiding" van zijn grootvader Johannes Freumbichler, die vooral op theoretische kennis gericht was. Naast zijn opleiding bij de kruidenier volgde de jonge Thomas Bernhard zanglessen bij Maria Keldorfer en lessen in muziektheorie bij haar man Theodor W. Werner. Tussen 1951 en 1954 studeerde hij musicologie in Wenen. Hij volgde daarna in Salzburg les aan het Mozarteum in Salzburg. Ondertussen werkte hij als gerechtelijk verslaggever.

### Schrijverschap
In 1957 publiceerde hij zijn eerste dichtbundel Auf der Erde und in der Hölle. Het zijn sombere, evocatieve gedichten met een surrealistische inslag. Bernhard studeerde vervolgens dramaturgie te Salzburg. Hij ging in het dorp Ohlsdorf wonen.
Zijn grote doorbraak kwam met zijn eerste roman Frost, over een student die in het vervallen, ijskoud mijnwerkersdorpje Weng een excentrieke schilder moet observeren, van wie beweerd wordt dat hij gek is. De troosteloze, grijze omgeving vol hondenkadavers is een metafoor voor de weerzinwekkendheid van de mensen in het algemeen, en de afstotelijke natuur van de beschaving. De roman was een revelatie, zij het op een zeer eigenzinnige wijze: het werk staat bol van de walging en de afkeer die Bernhard voor de negatieve aspecten van zijn vaderland voelde. De erkenning die hem in Oostenrijk te beurt viel, heeft zijn oordeel over dit land nooit milder gemaakt. In 1965 won Bernhard de Bremer Literaturpreis.
Hij werd vooral actief als toneelauteur, en schreef theaterstukken aan de lopende band. Stuk voor stuk zijn het verbolgen, verbitterde en duistere schilderingen van de eenzaamheid, vijandelijkheid en stompzinnigheid van de mens, die denkt te kunnen liefhebben, maar in feite op lange termijn alleen nog maar kan haten en verafschuwen. Meer nog, die haat is noodzakelijk, want walging is wat mensen in beweging houdt. Hiermee profileerde Bernhard zich als een uitgesproken cultuurpessimist, met bovendien bijzonder veel zwarte humor en sarcasme. Ein Fest für Boris leverde hem in 1970 de Georg-Büchner-Preis op.

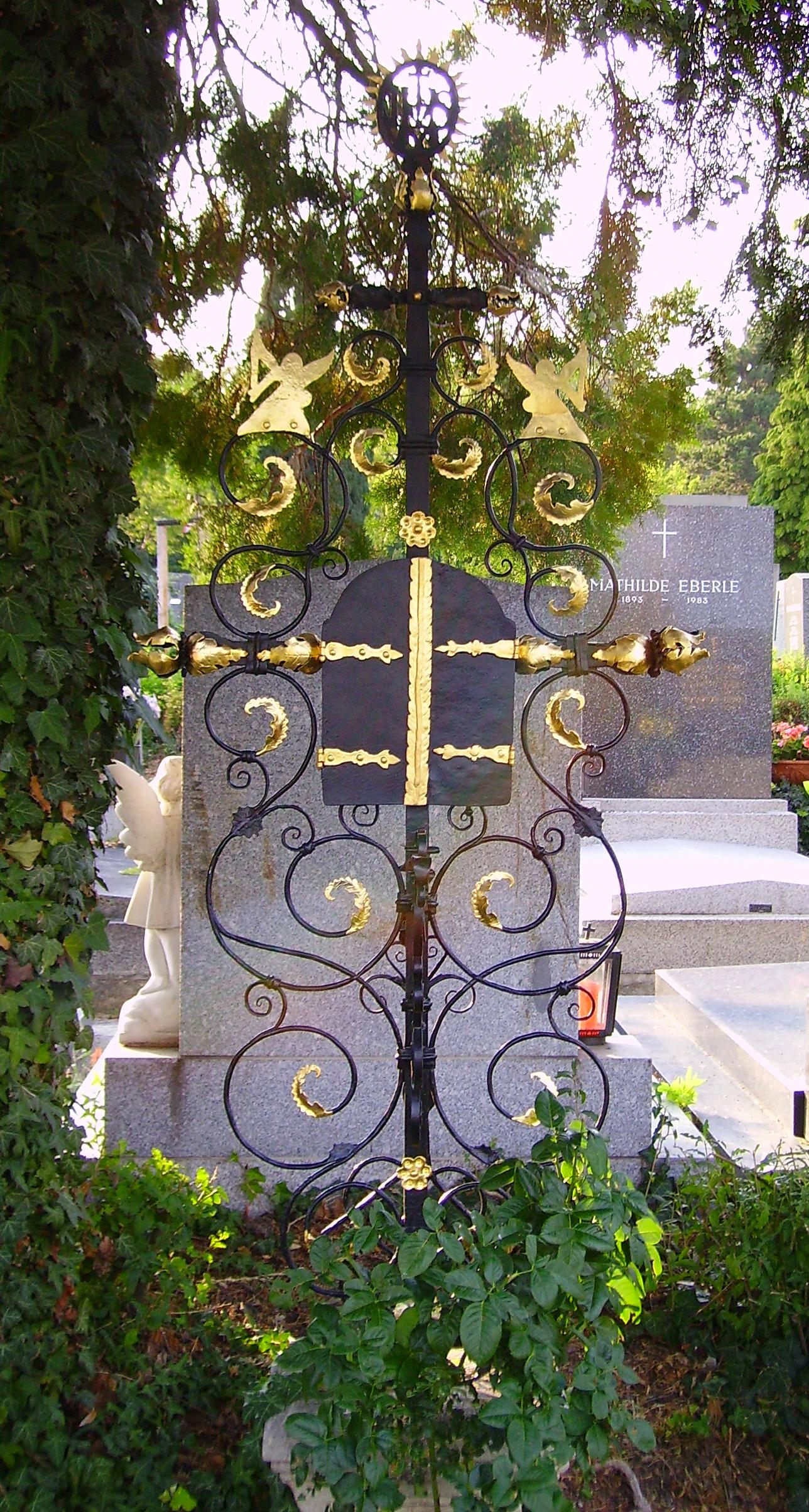
Graf van Thomas Bernhard

Bernhard bleef in aanzien stijgen en was voortdurend op reis. Wanneer hij thuis was, trok hij zich terug in een onooglijk dorpje in Opper-Oostenrijk, waaraan hij een hekel had, maar er waren tenminste niet veel mensen. Men zag hem dikwijls in Weense koffiehuizen zitten; hij gaf maar zelden interviews, want hij hield niet van journalisten. Hij was een vrijgezel en misantroop, die met gezondheidsproblemen kampte. Hij koketteerde graag met zijn mensenhaat. Bernhard hield zich het liefst afzijdig bij maatschappelijke debatten, en cultiveerde zijn imago als de buitenstaander die het gemaakt had. Wanneer toneelstukken van hem in het Burgtheater werden opgevoerd, was zijn oordeel vaak vernietigend, ofschoon deze uitlatingen niet zelden een ironische ondertoon hadden. Minetti en Ritter, Dene, Voss schreef hij speciaal voor de gelijknamige acteurs (Bernhard Minetti resp. Ilse Ritter, Kirsten Dene en Gert Voss).
Zijn voortdurende afwijzing van Oostenrijk en zijn bewoners vonden hoofdzakelijk in intellectuele kringen resonantie. De stukken en romans van Bernhard zijn soms behoorlijk zware lectuur, met een opzettelijk elitaire houding. Bernhard vergt van zijn lezers een voldoende culturele bagage en vertrouwdheid met wetenschap, geschiedenis en zeldzaam vocabularium. De excentrieke Bernhard dreef het nihilisme van zijn generatie tot het uiterste - ook suïcide is een courant thema in zijn werk. In Alte Meister, een roman waarvan de vertelde tijd ternauwernood een uur of drie bedraagt en die zich afspeelt in het Kunsthistorisches Museum van Wenen — meer bepaald op een bankje vóór Man met witte baard van Tintoretto — laat hij het hoofdpersonage, dat niet de verteller is, de hele menselijke cultuur tot schroot herleiden, in volzinnen die soms een hele bladzijde bestrijken in Bernhards dik aangezette hypnotische, retorische vertelstijl die reeds in zijn lyriek tot uiting kwam.

### Einde
In 1988 werd Thomas Bernhard zich van zijn naderende dood bewust. Hij begon nog aan een roman (Neufundland) waarvan alleen het begin, eind en wat fragmenten bestaan, en aan een theaterstuk (Die Schwerhörigen) maar ook dit kon hij niet meer voltooien.
In november 1988, drie maanden vóór zijn dood, ontketende Bernhard een schandaal met zijn toneelstuk Heldenplatz. Hierin beweerde hij dat Oostenrijk nog niets veranderd was ten opzichte van de tijd van het fascisme en dat het land zich nog onveranderd in een slachtofferrol wentelde in plaats van verantwoordelijkheid te nemen.
Na alle opwinding die het schandaal rondom Heldenplatz  met zich meebracht, werd zijn algemene gezondheidstoestand slechter. Bernhard reisde nog naar Spanje, maar keerde begin 1989 terug naar Wenen, waar hij op 12 februari 1989 overleed.

## Postuum
Waarom Bernhard zo pessimistisch was en of dit door zijn persoonlijke ervaringen kwam, heeft na zijn dood tot enige speculaties geleid, toen zijn allereerste roman gepubliceerd werd, In der Höhe — Rettungsversuch, Unsinn. Bernhard had zich steeds tegen publicatie tijdens zijn leven verzet. De roman schijnt grotendeels autobiografisch te zijn; hij bestaat uit één enkele zin, die over bijna tweehonderd pagina's wordt uitgesmeerd en pas helemaal op het eind met een punt eindigt. Het is een verbitterde, zwaar melancholische woordenstroom, die een zwakke, kwetsbare jongeman toont die door iedereen in de steek wordt gelaten, nergens nog in kan geloven en aan alles een hekel krijgt. In de latere werken van Bernhard wordt de toon nog veel killer en afstandelijker.
Bernhard had ook verdedigers, die hem meer dan ooit loofden. Bernhard werd gehuldigd als een van de grootste auteurs van Oostenrijk. Hij wreekte zich op het land door middel van zijn testament, waarin hij stipuleerde dat, tot vijftig jaar na zijn dood, geen enkel van zijn toneelstukken op Oostenrijkse bodem mocht worden opgevoerd. Dit houdt in dat Bernhard tot 2039 niet in Oostenrijk gespeeld mag worden. Zijn erfgenaam Peter Fabjan heeft de voorwaarden in 1999 echter verlicht. Inmiddels worden regelmatig werken van Bernhard in het Burgtheater opgevoerd.

## Werken
- 1957 Auf der Erde und in der Hölle (dichtbundel)
- 1958 Unter dem Eisen des Mondes (dichtbundel)
- 1958 In hora mortis (dichtbundel)
- 1959 Die Rosen der Einöde (libretto)
- 1963 Frost (roman) (Ned. vert. door Thomas Graftdijk, Vorst, Amsterdam, 2002)
- 1964 Amras (verhaal) (Ned. vert. door Thomas Graftdijk, Amras, Amsterdam, 1986)
- 1967 Verstörung (roman)
- 1968 Ein Fest für Boris (toneel)
- 1968 Ungenach (vertelling)
- 1969 Watten (vertelling) (Ned. vert. Watten, Bleiswijk, 2021)
- 1969 An der Baumgrenze (verh.) (Ned. vert. door Gerard Bes en Philip Grisel, Op de boomgrens, Utrecht, 2016)
- 1969 Ereignisse (kort proza)
- 1970 Das Kalkwerk (roman) (Ned. vert. door Hans W. Bakx, De kalkfabriek, Amsterdam, 1977)
- 1971 Midland in Stilfs (verhalenbundel)
- 1971 Der Italiener (verhaal/filmscript)
- 1971 Gehen (vertelling) (Ned. vert. door Ria van Hengel, Wandeling, Bleiswijk, 2019)
- 1972 Der Ignorant und der Wahnsinnige (toneel) (Ned.vert. door Janine Brogt en Gerardjan Rijnders, De domkop en de gek, Amsterdam, 1984 en Krommenie, 2004)
- 1974 Die Jagdgesellschaft (toneel) (Ned. vert. door Gerardjan Rijnders, Het jachtgezelschap, Amsterdam, 1991, en Krommenie, 2005; door Ruud Engelander, Krommenie, 2004)
- 1974 Die Macht der Gewohnheit (toneel)
- 1975 Korrektur (roman) (Ned. vert. door Ria van Hengel, Correctie, Bleiswijk, 2023)
- 1975 Der Präsident (toneel) (Ned. vert. De president, Utrecht, 2006)
- 1975 Die Ursache. Eine Andeutung (autobiografie deel 1) (Ned.vert. door Hans W. Bakx, De oorzaak, Amsterdam, 1977, en door Ria van Hengel, Bleiswijk, 2022)
- 1976 Der Keller (autobiografie deel 2) (Ned. vert. door Ria van Hengel, De kelder, Bleiswijk, 2021)
- 1977 Minetti (toneel)
- 1978 Immanuel Kant (toneel)
- 1978 Der Atem (autobiografie deel 3) (Ned. vert. door Ria van Hengel, De adem, Bleiswijk, 2021)
- 1978 Der Stimmenimitator (kort proza) (Ned. vert. door Hans W. Bakx en Thomas Graftdijk, De stemmenimitator, Amsterdam, 1981)
- 1979 Erzählungen (Ned. vert. door Jacob Groot, Vertellingen, Amsterdam, 1991)
- 1978 Ja (vertelling) (Ned. vert. door Ria van Hengel, Ja, Bleiswijk, 2019)
- 1979 Vor dem Ruhestand (toneel) (Ned. vert. door Hans W. Bakx, Voor het pensioen, Rotterdam, 1981, en door  Tom Kleijn, Voor de pensionering, Den Haag, 1995)
- 1979 Der Weltverbesserer (toneel) (Ned. vert. door Hans W. Bakx, De wereldverbeteraar, Utrecht, 1997)
- 1980 Die Billigesser (vertelling) (Ned. vert. door Ria van Hengel, De dagschotelaars, Bleiswijk, 2019)
- 1981 Die Kälte (autobiografie deel 4) (Ned. vert. door Ria van Hengel, De kou, Bleiswijk, 2021)
- 1982 Wittgensteins Neffe (roman) (Ned. vert. door Gerrit Bussink, De neef van Wittgenstein: een vriendschap, Baarn, 1992)
- 1982 Ein Kind (autobiografie deel 5) (Ned. vert. door P.P.J. Klinkenberg, Een kind, Amsterdam, 1984 en door Ria van Hengel, Bleiswijk, 2021)
- 1982 Beton (roman) (Ned. vert. door Ria van Hengel, Beton, Bleiswijk, 2022)
- 1983 Der Schein trügt (toneel) (Ned. vert. door Ger Thijs, Schijn bedriegt, Amsterdam, 1985)
- 1983 Der Untergeher (roman) (Ned. vert. door Chris Bakker, De onderspitdelver, Utrecht, 2020)
- 1984 Holzfällen. Eine Erregung (roman) (Ned. vert. door Chris Bakker en Pauline de Bok, Houthakken. Een afrekening, Utrecht, 2019)
- 1984 Ritter, Dene, Voss (toneel) (Ned. vert. door Karel Hermans, Ritter, Dene, Voss, Den Haag, 1988)
- 1984 Der Theatermacher (toneel) (Ned. vert. De theatermaker, Krommenie, 2003)
- 1985 Alte Meister (roman) (Ned. vert. door Thomas Graftdijk, Oude meesters, Amsterdam, 1991)
- 1986 Auslöschung. Ein Zerfall (roman) (Ned. vert. door Chris Bakker, Uitwissing. Een verval, Utrecht, 2022)
- 1986 Einfach kompliziert (toneel, Schillertheater Berlijn)
- 1986, 1990 Claus Peymann kauft sich eine Hose und geht mit mir essen: drei Dramolette (Ned. vert. door  Tom Kleijn, Claus Peymann koopt een broek en gaat met mij eten, opgevoerd in 1989)
- 1987 Elisabeth II (toneel) (Ned. vert., Amsterdam, 1994)
- 1988 Aus Gesprächen mit Thomas Bernhard (Ned. vert. door Gerrit Bussink, Muizen, ratten en dagloners, Baarn, 1990)
- 1988 Am Ziel (Ned. vert. door  Tom Kleijn, Bestemming, Den Haag, 1993)
- 1988 Heldenplatz (toneel) (Ned. vert. door  Tom Kleijn, Heldenplatz,  Den Haag, 1991)
- 1990 In der Höhe — Rettungsversuch, Unsinn (postume roman) (Ned. vert. door Gerrit Bussink, Op de hoogte: reddingspoging, onzin, Baarn, 1991)
- 1991 Gesammelte Gedichte (Ned. gek. en vert. door Menno Wigman, In een tapijt van water, Amsterdam, 1997)
- 2009 Meine Preise (Ned. vert. door Gerrit Bussink, Mijn prijzen, Amsterdam, 2009)
- 2010 Goethe schtirbt. Erzählungen. (Ned. vert. door Chris Bakker, Goethe sterft, Utrecht, 2023)